# Wono Sari (Tamiang Hulu)
Wono Sari is een bestuurslaag in het regentschap Aceh Tamiang van de provincie Atjeh, Indonesië. Wono Sari telt 1707 inwoners (volkstelling 2010).